# Ryngałła Anna
Ryngałła, imię chrzestne Anna (ur. między 1367 a 1369, zm. między 1423 a 1430) – najmłodsza córka księcia trockiego Kiejstuta i Biruty, żona kolejno: najmłodszego syna księcia mazowieckiego Siemowita III - Henryka, hospodara mołdawskiego Stefana I, hospodara  wołoskiego Mirczy Starego i hospodara mołdawskiego Aleksandra Dobrego.

## Historia
Pojawiła się w źródłach dopiero w 1390 (bezimiennie), kiedy to towarzyszyła swojemu bratu Witoldowi, wówczas jeszcze księciu grodzieńskiemu, w czasie jego pobytu w Prusach. Tam w 1392 r. poznała na zamku w Rittersweder swojego przyszłego męża Henryka, świeżo desygnowanego biskupa płockiego, wysłanego właśnie przez króla Polski Władysława Jagiełły z tajną misją mającą na celu powrót Witolda na Litwę. Henryk poświęcił dla niej karierę duchowną i na wiosnę tego roku miał miejsce, jeszcze zapewne w Prusach, ślub Ryngałły z mazowieckim Piastem.
Niedługo potem zamieszkała wraz z mężem w Łucku, a już kilka miesięcy później została po raz pierwszy wdową, Henryk bowiem zmarł (bądź też został otruty) w zimie na przełomie 1392 i 1393 roku. Ryngałła była w średniowiecznych przekazach uważana osobę, która spowodowała tę śmierć, współcześni historycy wskazują raczej na Piastów mazowieckich.
W lipcu 1394 została wydana za hospodara mołdawskiego Stefana I, by przypieczętować przyszły polityczny alians mołdawsko-polsko-litewski, jednak już w 1399 r. została wdową po raz drugi. Po śmierci Stefana I, ok. 1403 została żoną hospodara wołoskiego Mirczy Starego, a następnie wróciła do Mołdawii i w 1419 wyszła za Aleksandra Dobrego i była jego żoną do rozwodu w 1421 roku.